# 河端真一
河端 真一（かわばた しんいち、1951年8月4日 - ）は、元社団法人経済同友会幹事。株式会社学究社の代表取締役社長。首都圏に進学塾enaを展開。京都府京都市出身。

## 略歴
- 小学生のときに東京都国立市に転居し、東京都立立川高等学校卒業[1]。
- 1976年 - 慶應義塾大学経済学部卒業。
- 1976年 - 株式会社学究社設立。
- 1985年 - 株式会社学究社の株式を店頭公開（現JASDAQ上場）。 - 設立より最短記録・最年少株式公開社長記録を更新。
- 2001年 - 一橋大学大学院法学研究科修士課程修了。
- 2004年 - 一橋大学大学院法学研究科博士課程修了（博士（法学）取得）。一橋大学大学院国際企業戦略研究科客員教授就任。
- 2006年 - 一橋大学大学院国際企業戦略研究科客員教授任期満了退任。

## 著書・編書
- 2004年 コーポレートガバナンスの研究（信山社）
- 2005年 講座「現代コーポレートガバナンス論」研究論文集 
  - ― 敵対的M&Aとポイズンピルの時代に ―（信山社）
- 2007年 講座「現代コーポレートガバナンス論」 研究論文集 第2集（信山社
- 2018年 3万人を教えてわかった頭のいい子は「習慣」で育つ（ダイヤモンド社）